# تصويت قضية
يصف مصطلح التصويت لقضية عملية إدلاء المصوتين بأصواتهم في انتخابات قائمة على قضية سياسية. Iوتضم القضايا السياسية في سياق الانتخابات "أية أسئلة تتعلق بـ السياسات العامة كانت أو هي محل جدال ومصدر اختلاف بين الأحزاب السياسية.” وبحسب نظرية التصويت لقضية، يقارن المصوتون بين رؤى المرشحين ومبادئهم في مقابل رؤاهم ومبادئهم هم ليختاروا من سيعطونه صوتهم.

## الأسباب
ليس بالضرورة أن يفهم المصوت كل قضية فهمًا عميقًا وأن يلم بمواقف المرشح في كل قضية، ولكنه يحتاج إلى إدراك المرشح الذي يتفق معه في أغلب الأمور. ويستخدم المصوتون عدة أساليب مختلفة لتكوين رأيهم تجاه قضية معينة. فالبعض ينظر إلى ما حدث في الماضي ويتنبأ بمدى تأثير قضية ما عليهم في المستقبل.
يتعارض التصويت لقضية ما عن التصويت لحزب. وجدت دراسة أجريت عام 2010 في جامعة كاليفورنيا، دافيس أن المصوتين يتحولون بين التصويت لقضية ما والتصويت لحزب حسب المعلومات المتوفرة لديهم حول مرشح بعينه. تتحدد الانتخابات قليلة المعلومات، مثل انتخابات مرشحي الكونجرس حسب التصويت لحزب، بينما تتجه الانتخابات الرئاسية إلى تقديم المزيد والمزيد من المعلومات حول المرشحين إلى المصوتين، وهنا يكون التصويت لقضية.
يختار المصوتون عادةً الحزب السياسي الذي ينتسبون إليه من خلال طريقة من اثنتين. فيكون المصوت رأيًا تجاه قضية معينة دون الرجوع إلى رأي الأحزاب فيها ثم يختار الحزب السياسي الذي يتفق إلى أبعد حد مع رأيه هذا، أو يدرس المصوت آراء الأحزاب السياسية المختلفة ثم يختار الحزب الذي يتفق معه إلى أبعد حد ممكن.
ويزيد المرشح فهمًا لمبادئ الحزب ويتطور فهمه على مدار الوقت عندما يكتسب الخبرة من المزيد من الأحداث السياسية. وحتى تستطيع القضية خلق أساس لاختيار الحزب، يجب أن يكون المصوت معنيًا أولاً بمسألة معينة وأن تكون لديه معلومات عنها.
حتى يكون الشخص مصوتًا حسب القضية، يجب أن يدرك أن هناك المزيد من الآراء حول قضية معينة وأن يُكون رأيًا قويًا عنها وأن يكون قادرًا على الربط بين ذلك الرأي وبين حزب سياسي ما. وبحسب كامبل، يدرك من 40 إلى 60 في المائة فقط من الأشخاص أصحاب العلم الاختلافات بين الأحزاب، ومن ثم يمكنهم المشاركة في التصويت لحزب. وهذا يبين أنه من الشائع بالنسبة للأشخاص أن يكونوا آراءً عن القضايا دون مساعدة الحزب السياسي.

## تاريخ التصويت لقضية
قبل دراسة اختيار الشعوب عام 1944، كان العلماء السياسيون يرون أن التصويت يقوم فقط على القضايا. ولكن وجدت هذه الدراسة دليلاً على التصويت لقضية في الانتخابات الرئاسية الأمريكية عام 1940. وبالأحرى، وجد الباحثون أن القضايا تعزز الولاء لـ الحزب السياسي. واستنتج البحث المنبثق من الدراسة أنه يمكن تقسيم محفزات المصوتين إلى ثلاث فئات: الاتفاق مع الحزب واتجاهات المرشح واتجاه القضية. حددت دراسة الناخب الأمريكي لعام 1960 أن الاتفاق مع الحزب كان هو المحرك الأساسي الذي يؤثر تأثيرًا كبيرًا على الفئتين الأخريين. وتشكل هذه العوامل الثلاثة منهج كلية ميتشغان في نمذجة سلوكيات التصويت.
وجد بعض أوائل الأبحاث التي أجريت عن التصويت لقضية عام 1960 أن المصوتين لا يمتلكون في الغالب المعلومات الكافية للربط بين قضايا معينة والمرشحين الأفراد. واستنتج كونفرس أيضًا عام 1964 أن الناخبين لا يفهمون القضايا فهمًا معقدًا بما يكفي للربط بينها وبين المرشحين. وفي عام 1966، كان «كي» أحد أول من استنتجوا أن الناخبين يستطيعون الربط بين القضايا ومرشحين بعينهم ثم يدلون بأصواتهم بناءً على تلك المعلومات. ورغم تنامي المعلومات في هذا المجال، لم يظهر دليلٌ يمكن الاعتماد عليه حتى العقد السابع من القرن العشرين. مجلة العلوم السياسية الأمريكية نشرت ندوةً تفترض أن العقد السادس قد شهد تزايدًا في التصويت لقضية. نشر «ني» و«أندرسون» تحليلاً للعلاقات المتبادلة باتجاهات القضية عام 1974 وحاول هذا التحليل مراجعة نظرية كلية ميتشغان حول المحدودية الأصيلة في أنظمة الاعتقاد السياسي لدى العامة. وفي عام 1979، حاول «ني» وآخرون في الناخب الأمريكي المتغير تفسير نشأة التصويت لقضية من خلال سقوط التصويت لحزب. ويقولون إن هذا السقوط في التصويت لحزب نشأ عن انخفاض نسبة الناخبين الذين لا ينتمون إلى أحزاب سياسية، وارتفاع نسبة الناخبين الذين ينتخبون مرشحين من أحزاب أخرى.

### ارتفاع التصويت لقضية
شهدت أمريكا في السنوات الأخيرة ارتفاعًا في التصويت لقضية. ويمكن أن ينسب هذا إلى زيادة الاستقطاب في القرن المنصرم بين الحزب الديمقراطي و[الحزب الجمهوري. فلقد أصبح هذان الحزبان أكثر تطرفًا في آرائهم تجاه القضايا المختلفة. ولقد أدى هذا إلى انعزال المعتدلين من كلا الحزبين. ونظرًا لاعتدال قطاع عريض من الناخبين الأمريكيين، زاد عدد من يختارون الانتساب بصفتهم مستقلين.
فاختيار الناخب أن يكون مستقلاً يسمح له بتجنب القيود التي يفرضها حزب مستقطب. فيمكن للناخب المستقل أن يختار المرشح حسب مواقفه تجاه القضايا المختلفة وليس حسب الحزب السياسي الذي ينتمي إليه.
الكاثوليكيون يواجهون معضلة «التصويت لقضية مقابل التصويت لحزب». فيدعم العديد من الكاثوليكيين موقف معارضة الإجهاض القانوني الذي يدعمه الحزب الجمهوري، ولكنهم يعارضون عقوبة الإعدام معارضةً شديدة بينما يؤيدها أيضًا الحزب الجمهوري. ولكن الاستقطاب الحاد في الحزب يمكن أن يؤدي بالناخب الكاثوليكي للشعور بعدم الراحة تجاه المرشحين الرئاسيين الجمهوري والديمقراطي.
ترتبط اتحادات نقابات العمال ارتباطًا كبيرًا بدفاع الحزب الديمقراطي عن حقوق العمال، ولكنها لا تميل إلى دعم الحزب لـ حقوق الشواذ، وهو موقف يرتبط أكثر بآراء الحزب الجمهوري.

## تعقيدات تتعلق بالتصويت لقضية
هناك العديد من العوامل التي يمكن أن تعقد مسألة التصويت لقضية. أولاً، لا تكون القضايا دائمًا ثنائية الأوجه؛ فهناك غالبًا العديد من المواقف التي يمكن أن يتخذها المرء. فيجب أن يستقر الناخبون على المرشح الأكثر اتفاقًا مع مواقفهم. ولكن قد يكون هذا عسيرًا عندما يكون مرشح أو أكثر لهم نفس الآراء أو عندما يتخذ المرشحون مواقفَ بعيدة تمامًا عن آراء الناخب. ومن أمثلة القضايا التي يصعب التصويت عليها كتصويت لقضية مسألة الإنفاق التعليمي. فقد يكون للناخب رأي مختلف تمام الاختلاف عن المرشحين الموجودين حول مقدار الأموال التي ينبغي إنفاقها على المدارس، وهذا قد يؤدي بالشخص إلى التصويت حسب الانتساب الحزبي بدلاً من التصويت حسب رأيه.
هناك تعقيد ثانٍ أن المشكلات في أغلب الأحوال لا تسير على أسس خطية. ذلك أن بعض المشكلات تكون من الصعوبة بمكان بحيث يصعب حتى تحديد المرشح صاحب الرأي الأقرب إليك. فعلى سبيل المثال، في الانتخابات الرئاسية الأمريكية عام 1980 كانت قضية الخطر المتزايد لـ الشيوعية في نصف الكرة الأرضية الشرقي قضية ساكنة بالنسبة للناخبين. وكانت هناك العديد من الحلول المقترحة لتلك القضية، فأيد رونالد ريغان الترهيب العسكري من خلال زيادة الإنفاق والابتكار (مذهب ريغان) بينما اقترح جيمي كارتر الجهود الدبلوماسية لحفظ السلام، ودافع المرشح المستقل جون أندرسون العودة إلى إستراتيجية الاحتواء. ولكن ليس أي من تلك الحلول بديلاً للآخر ولا يمكن أن يسيروا بالتوازي. ومن ثم كان على الناخب بدلاً من ذلك أن يختار المرشح الذي يمثل رأيه أفضل مزيج ممكن من الحلول الموافقة لرأيه.
هناك مشكلة ثالثة يمكنها تعقيد التصويت لقضية ذلك إذا كان هناك العديد من القضايا المهمة بنفس القدر بالنسبة للناخب. فقد يكون للمرشح موقف مشابه لناخب ما في قضية معينة، ولكنه يتخذ موقفًا مختلفًا اختلافًا كبيرًا حيال قضية أخرى. ولقد حدث مثال على ذلك في الانتخابات الرئاسية الأمريكية عام 2008. فقد كانت القضيتان المسيطرتان في أثناء هذه الانتخابات هما الاقتصاد والحرب في أفغانستان والعراق. فقد كان الكثيرون يرون أن هاتين القضيتين مهمتان بالنسبة للناخب بنفس القدر ويجدون وقتًا عصيبًا في اختيار من سينتخبون. ولقد مثلت تلك التعقيدات الثلاثة في التصويت لقضية مشكلات في استخدام هذا الأسلوب في اختيار المرشحين.

## نماذج التصويت لقضية
بينما يستخدم العلماء العديد من النماذج لدراسة عادات التصويت، هناك ثلاثة نماذج أساسية في الدراسات الإحصائية للتصويت لقضية: نموذج الموقف الخطي والنموذج المكاني ونموذج الأهمية. ويأخذ كل نموذج بعين الاعتبار اتباع منهج مختلف في التصويت لقضية.

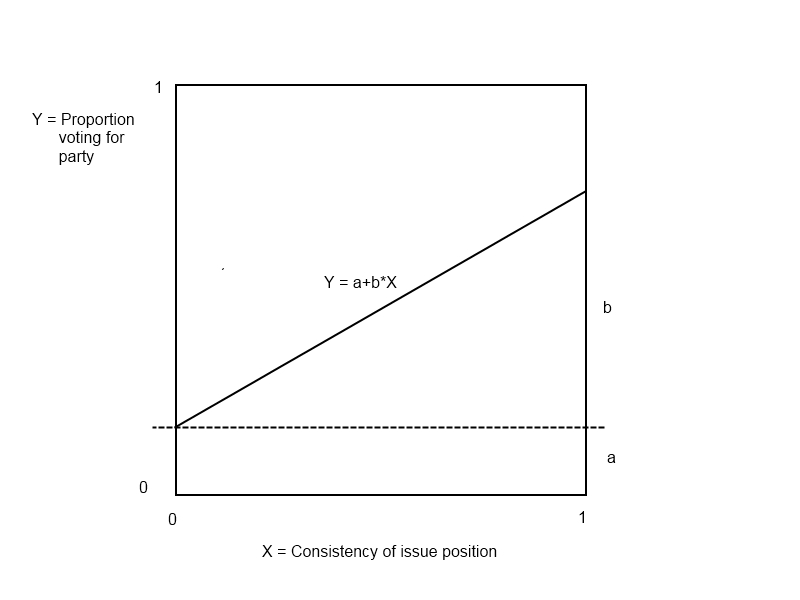
النموذج الخطي للتصويت لقضية

- يحاول نموذج الموقف الخطي أن يتنبأ بمدى قوة الفرد في التصويت لقضية في الانتخابات. يقترح النموذج أنه كلما زاد اتفاق الناخب والمرشح على قضية معينة، زادت فرصة المرشح في الحصول على صوت هذا الناخب.[31][32] ويستخدم رسم بياني في هذا النموذج لعرض العلاقة بين عدد الأشخاص الذين صوتوا لحزب ما واتساق موقف القضية.[31][32] وستستخدم المعادلة “Y = a + bX”, حيث يمثل المتغير “a” أقل عدد للأشخاص الذين صوتوا للحزب، بينما يستخدم المتغير “b” لضمان أن هناك تدرجًا إيجابيًا، وتمثل "X" اتساق موقف الحزب تجاه القضية، بينما يمثل "Y" عدد الأشخاص الذين صوتوا للحزب.[33][34]
- يحاول النموذج المكاني عرض إدراكات وقرارات الناخبين عند استخدام إستراتيجيات التصويت في الانتخابات.[35] ويفترض هذا النموذج أنه إذا كانت تفضيلات شخص ما تجاه قضية معينة واقعة في مجال مكاني افتراضي إلى جانب جميع المواقف السياسية المحتملة للمرشح، فسينتخب الناخب المرشح الأقرب إليه في المواقف السياسية.[36][37] وتسمى النماذج الأخرى التي تتبع فكرة «القرب» نماذج التقارب.[38]
- يؤكد نموذج الأهمية على أن الحزبين الأساسيين في الولايات المتحدة يرتبطان بأهداف أو آراء معينة تجاه قضية ما، وأن قرار الناخب باختيار مرشح يعتمد على الأهمية الفعلية للقضية بالنسبة للناخب.[39][40] ويكون هذا النموذج مهمًا عند النظر في التصويت لقضية لأنه يستخدم جدول أعمال الانتخابات لتوقع نتائج الانتخابات.[39][41] ويمكن تلخيص رؤية بسيطة لهذا النموذج في المعادلة:

الصوت=a(أهمية قضايا الحزب)+b(أهمية قضايا الحزب)
حيث "a"=حزب 1 و"b"=حزب 2
كلما زادت أهمية القضية، زاد تفضيل الناخب لمرشح معين أو حزب حيال القضية.